# Obory (district de Příbram)
Pour les articles homonymes, voir Obory.
Obory (en allemand : Qualisch) est une commune du district de Příbram, dans la région de Bohême-Centrale, en République tchèque. Sa population s'élevait à 261 habitants en 2020.

## Géographie
Obory se trouve à 15 km à l'est de Příbram et à 48 km au sud-sud-ouest de Prague.
La commune est limitée par Nečín au nord et au nord-est, par Hříměždice à l'est, par Kamýk nad Vltavou au sud-est, par Dolní Hbity au sud et au sud-ouest, et par Višňová à l'ouest et au nord-ouest.

## Histoire
La première mention écrite de la localité date de 1572.

## Administration
La commune se compose de deux quartiers :
- Obory
- Vápenice

## Transports
Par la route, Obory se trouve à 17 km de Příbram et à 64 km de Prague.